# 사이키 (더 킹 오브 파이터즈)
사이키는 게임 더 킹 오브 파이터즈(이하 KOF)의 등장인물이다. KOF XIII의 중간보스이자 KOF의 세 번째의 스토리인 '애쉬편'의 마지막을 장식하는 최종보스로, KOF'03부터 일어난 모든 사건의 흑막이 되는 인물이다. 애쉬편 주 적인 서양의 지구의사 '머나먼 대지에서 온 자들'의 리더이며 애쉬 크림슨의 오랜 선조이기도 하다.(동양의 지구의사는 '오로치')

## 프로필
- 격투 스타일:　육탄전
- 연령: 불명
- 탄생일: 불명
- 출신지: 불명
- 신장: 178cm （변신 후는 불명）
- 체중: 59㎏ （변신 후는 불명）
- 혈액형: Ｏ
- 취미: 불명
- 좋아하는 음식: 불명
- 잘하는 스포츠: 불명
- 소중한 것: 불명
- 싫어하는 것: 불명
- 이명: 시간을 지배하는자

## 특징
생김새가 애쉬 크림슨과 구별하기 힘들 정도로 닮았다. 애쉬와의 차이점은 헤어스타일과 얼굴에 주근께가 없다는 정도. 복장도 애쉬와 아주 유사하여 이름이 밝혀지기 전까지 KOF팬들은 최종보스로 등장할 모습의 애쉬일 것이라 짐작하였으나 결국 별개의 캐릭터로 밝혀졌다. 공식 프로필상의 체중과 신장까지도 애쉬와 완벽하게 동일하다. KOF'03부터 등장한 '머나먼 대지에서 온 자들'을 이끌고 있는 수장이며 시간을 조종하는 능력을 가지고 있다. 서양의 지구의사를 대변하는자로 동양의 지구의사인 '오로치'와 동등한 위치를 가진것으로 추정됐지만, 사실상 사이키는 별도의 섬기는 주인이 있고, 그 주인이 오로치와 동등한 지구의사인걸 보아 사이키의 위치는 오로치 팔걸집의 리더인 게닛츠 정도로 보면 된다.
성격은 철저한 악역의 성격으로 유아독존에 흉폭하며 인간을 쓰레기취급하는 것은 물론 자신의 부하들에게마저 무능, 벌거지, 쓰레기라 부를정도로 말씨가 매우 더러운 편이다. 자신외에는 모든것을 무시하며, 작품에 나타나는 대화마다 살기가 돋혀있다. 캐릭터의 기본 컨셉트가 '불쾌한 캐릭터'라고 한다.
사이키도 불꽃을 사용한다. 다만 애쉬처럼 액체같은 느낌의 검은색 화염을 다루며, 불꽃의 점성이 상당해서 불꽃이라기보다 흡사 먹물같은 연출을 보여준다. 이 화염으로 시간을 멈추거나 빨리 흐르게하는 등의 능력이 있는듯하다.
KOF XI의 보스 마가키처럼 변신이 가능하며 변신하게 되면 본래의 모습은 온데간데없이 손과 얼굴, 발이 모두 검은 불꽃으로 덮인 근육질 모습으로 변한다.
이 전투형태의 변신으로 시간의 능력을 더욱 강하게 발휘 할 수 있게 된다.

## 게임상의 성능
게임 플레이 도중엔 특정 조건 달성시 중간보스로 등장하며 변신한 모습은 CPU 전용 캐릭터이므로 플레이어가 선택하는 것은 해킹판이 아니면 불가능하다. 앉기나 점프도 하지 않으며 필살기는 몇개 없는 대신 굉장히 강력하다. 가정용 KOF XIII에선 변신하기 전 모습의 사이키가 숨겨진 캐릭터로 추가되었으며, 특정 조건을 만족시키면 CPU측에서 난입을 한다.(스토리와는 무관하다) 기본 포즈는 물론, 통상기와 필살기등이 애쉬 크림슨과 매우 유사하다. 공중 특수기와 텔레포트의 연계로 콤보는 다소 복잡하지만 애쉬에게 있던 모으기 커맨드가 전부 사라졌으며, 화면 전체를 불꽃으로 덮는 전체화면 판정의 네오맥스 초필살기를 가지고 있다.

## 목적
사이키는 동양의 의사 오로치와 사실상 마찬가지로 인간을 매우 증오하고 있으며 인류를몰살시킬 목적을 가지고 있다. 다만 인간을 증오하게 된 이유는 오로치와 차이가 있다. 오로치같은 경우에는 처음엔 인간을 적대시하지는 않았으나 인간이 자신의 어머니 가이아를 상징하는 자연, 생태계를 파괴하는 행동을 지켜보고 이를 불쾌하게 여겨 인류를 말살하려는 목적과는 다르게 서양의 지구의사인 "머나먼 대지에서 온 자들"의 수장 사이키 같은 경우 처음엔 인간들이 사이키의 압도적 힘앞에 굴복하여 자신을 숭배해왔으나 인간들의 지식과 문명이 날날이 발전해가면서 자신의 입지가 좁아지고 인간들로부터 반기를 받아 여러차례 싸움에서 패배를 반복하여 목숨위협을 받아왔다. 이 계기로 평소에 인간을 멸시적 존재이며 거들떠 보지않았던 사이키는 인간에 패배한것에 충격을 받고 증오하여 자신의 시간이동 능력으로 그랜드크로스 현상을 이용, 현대로 넘어온 뒤 동양의 지구의사인 오로치의 힘을 이용해 시간의 문을 열고 과거로 넘어가 인류를 전부 멸망시키고 일족을 다시 부흥시킬 계획을 진행시킨다. 어쩌면 그의 성격이 흉폭한것도 과거의 인간들로부터 위협을 받는 이유중 하나일지도 모른다. 사이키의 후손인 애쉬크림슨은 자신의 조상이 현세에 넘어왔다는 소식을 애초부터 알고있었고 오로치를 봉인했던 삼종신기를 바치겠다는 명목으로 표면적으로 협력하게 된다. (그러나 애쉬의 진짜 목적은 알지 못했다.) 문을 열 때 오로치의 힘을 이용하기 위해 KOF'03때 부하인 무카이를 시켜 오로치의 봉인을 풀었고, 그 다음 대회인 XI에서 마가키가 오로치를 각성시키는데에 성공했으며, 마지막으로 보탄을 통해 XIII대회 주최자인 로즈 번스타인을
조종하여 경기장 지하에 오로치의 봉인을 담은 시설을 건설하기에 이른다.
사이키의 계획은 과거의 인간을 소멸시킴으로써 타임패러독스를 발생시켜, 현재의 인류 자체를 소멸시켜버리는 것이다. 3년간 암약하던 사이키는 대회장의 완성과 더불어 오로치의 힘을 각성시키는 마지막 단계에 이르자 직접 나서게 된다.

## 스토리상의 행적
대회가 진행되는 동안에는 전혀 모습을 드러내지 않았으며 무카이와 애쉬 크림슨을 통해 중간중간 대회의 진행상황을 보고받으면서 암약하는 정도로 등장하였다. 애쉬 크림슨도 삼신기의 힘을 바친다는 명목으로 사이키에게 협력. 대회의 이면에서 아델하이드와 하이데른이 경기장의 이상을 눈치채고 세스를 필두로 한 에이전트들을 투입시켜 오로치의 힘을 모으는 지하시설을 찾아냈다는 사실까지 전부 알아차렸으나 애쉬의 진짜 목적은 눈치채지 못했다.

## 최후
KOF의 우승자가 확정되는 순간 시상식이 진행 중인 대회장의 시간을 멈추고 머나먼 대지에서 온 자들과 함께 경기장에 난입한다. 다른 부하들을 모조리 문을 여는 의식에 투입시키고 나서 무카이가 홀로남아 우승자들을 상대하겠다고 나서자 명령을 안들었다는 이유로 바로 살해해버린다. 그 후 과거로 돌아가는 문을 소환하고 본래의모습으로 변신한다. 문이 열리는 동안 KOF 우승자와의 싸움으로 오로치를 각성시킬 요량이었으며 이것이 바로 XIII의 중간보스전. 우승자들 전원을 상대했음에도 사이키는 멀쩡했으며 오히려 오로치의 힘을 각성시키기 위해 끝까지 상대할 기세였다.
그러나 그 순간 반전이 일어났다. 열려있던 문이 다시 닫히기 시작한것. 사실은 애쉬가 대회가 시작되기 이전에 사이키의 부하인 슈룸, 리멜로에게 접근해서 사이키의 계획을 살짝 귀띔해주었던 것이다. 슈룸은 애쉬의 말에서 뭔가 이상함을 느끼고 뒷조사를 하였고, 그 과정에서 시간을 넘어가는 문은 머나먼 땅에서 나타난 자들의 목숨을 대가로 움직이는 것이며 사이키는 그저 자신들을 장기말로만 취급하고 있다는 사실을 눈치챈다. 진실을 알게 된 슈룸은 리멜로와 함께 사이키를 배신하고 탈출을 감행, 본래 7명 분의 에너지가 차 있어야 할 시간의 문의 구슬중 2개가 비게 되면서 시간을 연결하는 문이 다시 닫히기 시작한 것이다.
당황한 사이키는 문이 닫힌 이유를 짐작하면서 일시적으로 변신을 푸는데 그 순간 뒤에서 난입한 애쉬에게 기습당해 쓰러진다. 애쉬는 처음부터 삼신기의 힘을 미끼로 사이키에게 협력하는 척 하면서 빈틈이 생기는 순간을 노리고 있었던것. 문이 다시 닫힌 원인이 애쉬라는 생각은 전혀 못하고 단순히 KOF 우승자 패거리의 소행으로 생각했던 사이키는 예상외의 습격에 반항한번 해보지 못하고 쓰러지게 된다.
사이키를 쓰러뜨리고 그의 영혼이자 원천인 검은불꽃을 흡수했다. 이는 타임페러독스 현상을 방지하기 위함이라고한다.
이렇게 애쉬의 승리로 보였던 그때, 흡수당한 사이키가 오히려 역으로 애쉬의 이성을 집어삼키면서 몸을 지배하게 된다. 이것이 최종보스인 피의 나선에 미친 애쉬이다. 애쉬의 몸을 지배한 사이키는 애쉬의 힘까지 흡수하여 시간을 재로 만드는 영역의 힘을 손에 넣고 시간의 문이 마저 닫히기 전에 우승자 전원을 쓰러뜨리고 문 너머로 건너갈 작정으로 엘리자베트 블랑토르셰와 최후의 결전을 벌이게 된다.
그리고 싸움 끝에 엘리자베트가 사이키에게 침식당했던 애쉬의 의식을 깨우는데에 성공하면서 육체의 주도권은 다시 어느정도 애쉬에게로 넘어가게 된다. 시간이 흘러 문이 완전히 닫히기 직전이었으나 마지막까지 애쉬가 조상인 자신에게 거역할거라고는 생각하지 못했던 사이키는 침착하게 문을 건너가라고 애쉬에게 명령한다. 그러나 애쉬는 사이키의 예상과 달리 이 세계에 남아 공멸하는 것을 선택한 상태였고 문이 닫힐 때까지 온 힘을 다해 버틴다. 그제서야 애쉬가 진심임을 알아차린 사이키가 당황하여 언성을 높였으나 결국 문이 닫혀 두개의 시대가 분리되어버렸고, 죽고싶지 않다고 절규하던 사이키는 애쉬의 작별인사를 마지막으로 타임패러독스에 의해 소멸하게 된다.
애쉬편의 보스답게 유래없이 강력한 캐릭터이긴 했으나 타인을 멸시하고 방심하는 성격때문에 대회가 진행되는 내내 우위를 잡지 못했으며 결국 반전과 반전이 겹쳐 최후를 맞이하게 되었다. 어떤 의미로 애쉬 크림슨이 애쉬편 내내 저질렀던 악행을 전부 정당화해줄 수 있는 면죄부에 가까운 캐릭터이기도 하다.